# مسجد لال دلهي
مسجد لال دلهي (بالهندية: लाल मस्जिद , بالأردية: لال مسجد) أي المسجد الأحمر، يقع المسجد في عاصمة الهند دلهي، ويعرف المسجد باسم آخر هو مسجد فاكرول.

## التاريخ
يقع المسجد في سوق بارا الواقع في منطقة بوابة الكشميري، وكان السجد بني بين عامي (1728 - 1729) من قبل كانيز فاطمة تخليدا لذكرى زوجها شجاعت خان، قاضي محكمة أورنجزيب، أدرج المسجد في قطاع العقيد جيمس سكينر وأحيانا يعزى إليه خطأ .